# Paepalanthus alpestris
Paepalanthus alpestris är en gräsväxtart som först beskrevs av Friedrich August Körnicke, och fick sitt nu gällande namn av Tissot-sq. Paepalanthus alpestris ingår i släktet Paepalanthus och familjen Eriocaulaceae.
Artens utbredningsområde är Colombia. Inga underarter finns listade i Catalogue of Life.